# Хинрихсхаген (Передняя Померания)
Хинрихсхаген (нем. Hinrichshagen) — община в Германии, в земле Мекленбург-Передняя Померания.
Входит в состав района Восточная Передняя Померания. Подчиняется управлению Ландхаген. Население составляет 820 человек (на 31 декабря 2010 года). Занимает площадь 9,98 км².
Коммуна подразделяется на 7 сельских округов.